# Айдид, Хусейн Фарах
Хусейн Фарах Айдид, также известен как Хусейн Мохамед Фарах Айдид, Хусейн Айдид или Айдид-младший (сомал. Xuseen Maxamed Faarax Caydiid, араб. حسين محمد فارح عيديد‎; род. 16 августа 1962, Мудуг или Беледуэйне) — сомалийский военный деятель, самопровозглашённый президент Сомали в 1996—1997 годах. Сын генерала-майора и лидера Сомалийского национального альянса (СНА) Мохамеда Фараха Айдида.
Ветеран Корпуса морской пехоты США, служивший во время операции «Буря в пустыне». Работал в вооружённых силах США в 1987—1995 годах.
Хусейн сменил своего отца Мохамеда на посту лидера СНА. Через 2 дня после смерти его отца СНА объявил Фараха новым президентом, однако он не был признан на международном уровне, так же, как и его отец. В декабре 1997 года Фарах отказался от своих притязаний на пост президента, подписав Каирскую декларацию, что стало значительным шагом на пути к миру в Сомали.

## Биография
Родился в Галькайо. Является сыном Мохамеда Фараха Айдида. В возрасте 17 лет эмигрировал в США, учился в Covina High School (Ковина, Калифорния) которую окончил в 1981 году.

### Служба в армии США
В апреле 1987 года Фараха зачислили в резерв морской пехоты США. После обучения он был назначен в Центр управления огнём (FDC) батареи B 1-го батальона 14-го полка морской пехоты в резервном учебном центре морской пехоты в Пико-Ривера, Калифорния. Он служил во время операции «Буря в пустыне», когда B 1/14 была мобилизована для поддержки той войны. Работал в Сомали переводчиком во время операции «Восстановить надежду», будучи выбранным потому, что был единственным морским пехотинцем США, который мог говорить на сомалийском. После отставки он остался в США и стал натурализованным гражданином.

### Самопровозглашённый президент Сомали
Когда Фараху исполнилось 30 лет, он вернулся в Сомали. Во второй половине 1990-х годов лидеры различных сомалийских фракций боролись за пост президента, но ни один из них не получил международного признания. Генерал Мохамед Фарах Айдид утверждал, что был президентом с 15 июня 1995 года до своей смерти 1 августа 1996 года. После этого Хусейн был приведён к присяге в качестве «временного президента» и стал лидером Сомалийского национального альянса, того же альянса, который боролся против войск США. Запад видел в Фарахе шанс улучшить отношения с  Сомали.
1 сентября 1996 года Айдид впервые встретился с представителями ООН, чтобы обсудить вопросы, оставшиеся в наследство от администрации его отца. На встрече обсуждались вопросы, которые необходимо было решить до возвращения сотрудников и возобновления помощи ООН.
17 декабря 1996 года конкурирующий военачальник Али Махди Мохамед напал на его штаб, в результате чего после пяти дней боёв в Могадишо погибло 135 человек.
22 декабря 1997 года Фарах отказался от оспариваемого титула президента, подписав Каирскую декларацию в Каире после мирного процесса между администрацией Салбалара и Группой Сударе.
30 марта 1998 года Али Махди Мохамед и Хусейн Айдид подписали мирный договор, в котором они согласились разделить власть над Могадишо, положив конец семи годам боевых действий после изгнания Сиада Барре.
23 февраля 1999 года ополченцы, верные Айдиду, убили 60 мирных жителей в Байдабо и Дайнунае.

### Совет по примирению и восстановлению Сомали
Хусейн Айдид отказался признать вновь сформированное поддерживаемое Джибути Переходное национальное правительство Сомали, находящееся в Могадишо, обвинив его в «укрывательстве сторонников воинствующих исламистов». Вместо этого в начале 2001 года он сформировал конкурирующий с ним Совет по примирению и восстановлению Сомали (SRRC).
Приблизительно в конце 2001 года он сообщил президенту США Джорджу Бушу, что компания по переводу денежных средств и телекоммуникации, Аль-Баракат, «имеет связи с террористами и что в Сомали есть террористы, симпатизирующие Усаме бен Ладену». Он также предупредил, что «воинствующие исламистские пакистанские прозелитизеры действуют в Могадишо и других сомалийских городах и имеют тесные связи с Аль-Итихад аль-Исламия».

### Переходное федеральное правительство
В Переходном федеральном правительстве Сомали Хусейн Фарах Айдид с 2005 по 13 мая 2007 года был заместителем премьер-министра, с 2005 по 7 февраля 2007 года министром внутренних дел, с 7 февраля по декабрь 2008 года министром общественных работ и жилищного строительства.
В июле 2003 года на конференции по национальному примирению в Сомали руководство совета и правительства достигли ключевых компромиссов.
25 октября 2005 года Айдид передал в общей сложности 3500 наземных мин USC / SNA некоммерческой организации Geneva Call. Он и другие лидеры фракций согласились прекратить закапывать фугасы, что является ещё одним признаком окончания многих лет гражданской войны.
28 декабря 2006 года, после поражения Союза исламских судов, Айдид присутствовал при входе правительственных войск в Могадишо. 2 января 2007 года Айдид предложил сомалийцам в Эфиопии и Сомали иметь общий паспорт, что вызвало обеспокоенность по планов Сомали аннексировать сомалийский регион Эфиопии.
7 февраля 2007 года в рамках перестановки в кабинете премьер-министра Али Мохамеда Геди Айдид был переведён с должности министра внутренних дел на министра общественных работ и жилищного строительства.
13 мая 2007 года Хусейн Фарах был уволен с должности заместителя премьер-министра по причине бездействия при исполнении своих обязанностей. Это последовало за дезертирством Айдида в Асмэру, Эритрея, и его обвинением в виновности Эфиопии в геноциде.